# H. Lyn White Miles
H. Lyn White Miles is een antropologe en sociologe aan de Universiteit van Tennessee in Chattanooga (UTC). Ze doet onder meer onderzoek naar de verschillende vormen van communicatie tussen mensapen.
White Miles probeert bij haar experimenten onder meer gebarentaal te leren aan mensapen. De orang-oetan Chantek van Zoo Atlanta leerde ze bijvoorbeeld meer dan 150 tekens aan en de aap bleek ook bewust te kunnen liegen, om zo een verboden speeltje niet af te hoeven geven. Bovendien bleek Chantek in staat zelf gebaren te verzinnen.
White Myles droeg in 1993 het essay Language and the Orang-utan:The Old 'Person' of the Forest bij aan het boek  Great Ape Project, dat als startsein gold voor het gelijknamige project.
- Bibsys: 99030907
- Biblioteca Nacional de España: XX1319030
- Bibliothèque nationale de France: cb13596952g (data)
- CiNii: DA15012524
- International Standard Name Identifier: 0000 0000 8187 8413
- Library of Congress Control Number: n96054065
- Nationale Bibliotheek van Israël: 987007455352605171
- Système universitaire de documentation: 059626232
- Virtual International Authority File: 118850687
- WorldCat: E39PBJtmvVYr9jYTGyFmHpTCQq